# Whip
Whip (dosł. ang. bicz, pejcz) – w polityce członek partii politycznej, którego zadaniem jest upewnianie się, że jej członkowie są obecni podczas ważnych głosowań i zagłosują zgodnie z oficjalną linią partii, zamiast kierowania się osobistymi poglądami, interesami wyborców w swoim okręgu, czy np. zgodnie z wolą grup powiązanych z darczyńcami finansującymi kampanię danego członka parlamentu.
Partyjny whip może wystosować również bardziej szczegółowe wytyczne dotyczące głosowań lub samych posiedzeń danego gremium. Dotyczy to rzadkich sytuacji, kiedy to ugrupowaniu zależy na przykład na wcześniejszym zamknięciu, czy też odroczeniu obrad lub na złamaniu kworum.
Termin używany w Parlamencie Wielkiej Brytanii oraz w Kongresie Stanów Zjednoczonych, a także w mniejszym stopniu w innych krajach anglosfery. Pochodzi od słowa whip in (rzecz. whipper-in, osoba kierująca psami na polowaniu), oznaczającego zapędzanie psów na polowaniu, zapobieganie oddzielaniu się od sfory. Zlekceważenie poleceń whipa może, w zależności od poziomu istotności danego głosowania, wiązać się z różnego rodzaju konsekwencjami. W przypadku pojedynczych uchwał lub drobnych wniosków będzie to zwykle jedynie upomnienie, ale nieobecność lub wyłamanie się w głosowaniu nad wotum nieufności lub ustawą budżetową niejednokrotnie skutkowało nawet wydaleniem z partii.
Funkcja mocno zbliżona do whipa występuje również w państwach nie zaliczających się do krajów anglosaskich. We włoskim parlamencie większość grup parlamentarnych wyznacza Segretario d'Aula (it. Sekretarz Sali), dbającego o frekwencję na głosowaniach. W hiszpańskich Kortezach Generalnych obowiązki te wypełnia zastępca rzecznika prasowego (es. portavoz adjunto) danego ugrupowania, czyli trzecia rangą osoba w partii. Zbliżona funkcja występuje również w tajwańskiej polityce, gdzie rolę whipa pełni tamtejszy odpowiednik przewodniczącego klubu parlamentarnego.
Termin stosowany jest również wobec samej czynności, jaką wykonuje osoba na tym stanowisku oraz środków przekazu, za pomocą których podjęta decyzja jest komunikowana, np. Premier zlecił wystosować whip (w znaczeniu: dyspozycję, wezwanie do głosowania) na czwartkowe posiedzenie.; Członek izby, po powrocie do gabinetu, zastał czekający na niego na biurku whip (w znaczeniu: list z wytycznymi).

## Kompetencje
Tradycyjnie stanowisko to przyznaje się jednemu z bardziej doświadczonych parlamentarzystów ze względu na posiadane kontakty. Idealny kandydat powinien być otwarty, popularny i lubiany przez pozostałych członków partii, ale także szanowany przez opozycję. Funkcja ta niejednokrotnie wymaga wymiany przysług, a co za tym idzie niezbędna jest realna możliwość zaoferowania stanowisk, miejsc w komisjach, czy też dodatkowego wsparcia, również finansowego, ze strony partii w następnej kampanii wyborczej. Do tego potrzebne są zatem szerokie wpływy w kierownictwie własnego ugrupowania, którego whip jest również zwykle częścią. Jednocześnie ewentualna groźba wyciągnięcia negatywnych konsekwencji musi nieść ze sobą odpowiedni ciężar, co wymaga z kolei wysokiego autorytetu.

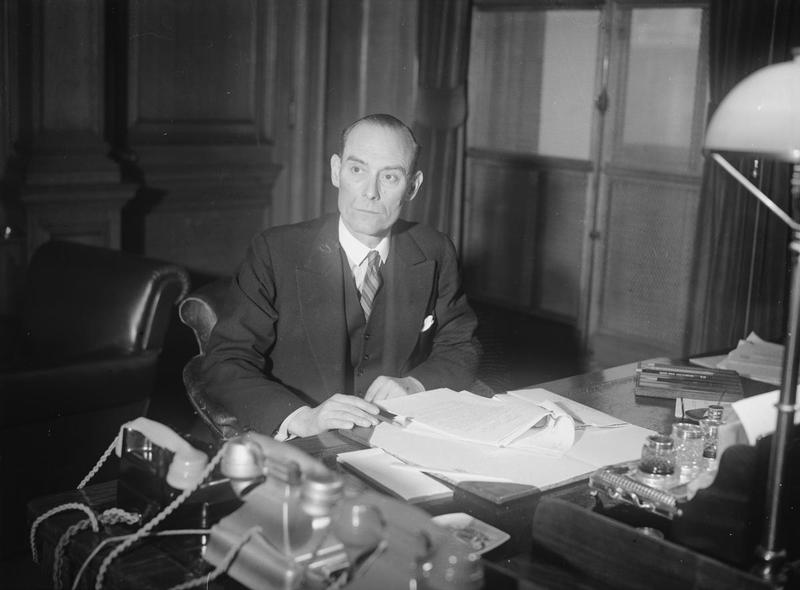
David Margesson, chief whip brytyjskiego Rządu Narodowego w latach 1931–1940

Pozycja whipa jest często kojarzona z makiawelizmem, bezwzględnym dążeniem do celu bez zważania na wykorzystywane ku temu środki. Takie przeświadczenie znajduje częściowe potwierdzenie w rzeczywistości oraz w przykładach historycznych. Powszechną praktyką na tym stanowisku jest prowadzenie rejestru nieprawidłowości, jakich dopuszczają się poszczególni członkowie partii. Ma to na celu zarówno przewidywanie potencjalnych skandali z udziałem parlamentarzystów, jak i zbieranie kart przetargowych na wypadek konieczności przekonania co bardziej nielojalnych polityków.
Do najbardziej znanych z pełnienia tej roli osób należy David Margesson, chief whip brytyjskiej Partii Konserwatywnej w latach 1931–1940. Od samego początku urzędowania, czyli od wyborów generalnych w listopadzie 1931 roku, miał do wykonania niełatwe zadanie w postaci utrzymania w ryzach rządu złożonego z aż pięciu różnych ugrupowań w sile 554 członków Parlamentu. Przyjął jednak nad wyraz skuteczną taktykę skrajnego pragmatyzmu, żelaznej dyscypliny partyjnej i umiejętnie stosowanego ostracyzmu, co w połączeniu z brakiem sentymentu w pozbywaniu się problematycznych ministrów, takich jak np. Samuel Hoare, pozwoliło na utrzymanie koalicji aż do kolejnych wyborów. Funkcję pełnił ze zbliżoną skutecznością również w następnej kadencji parlamentu.

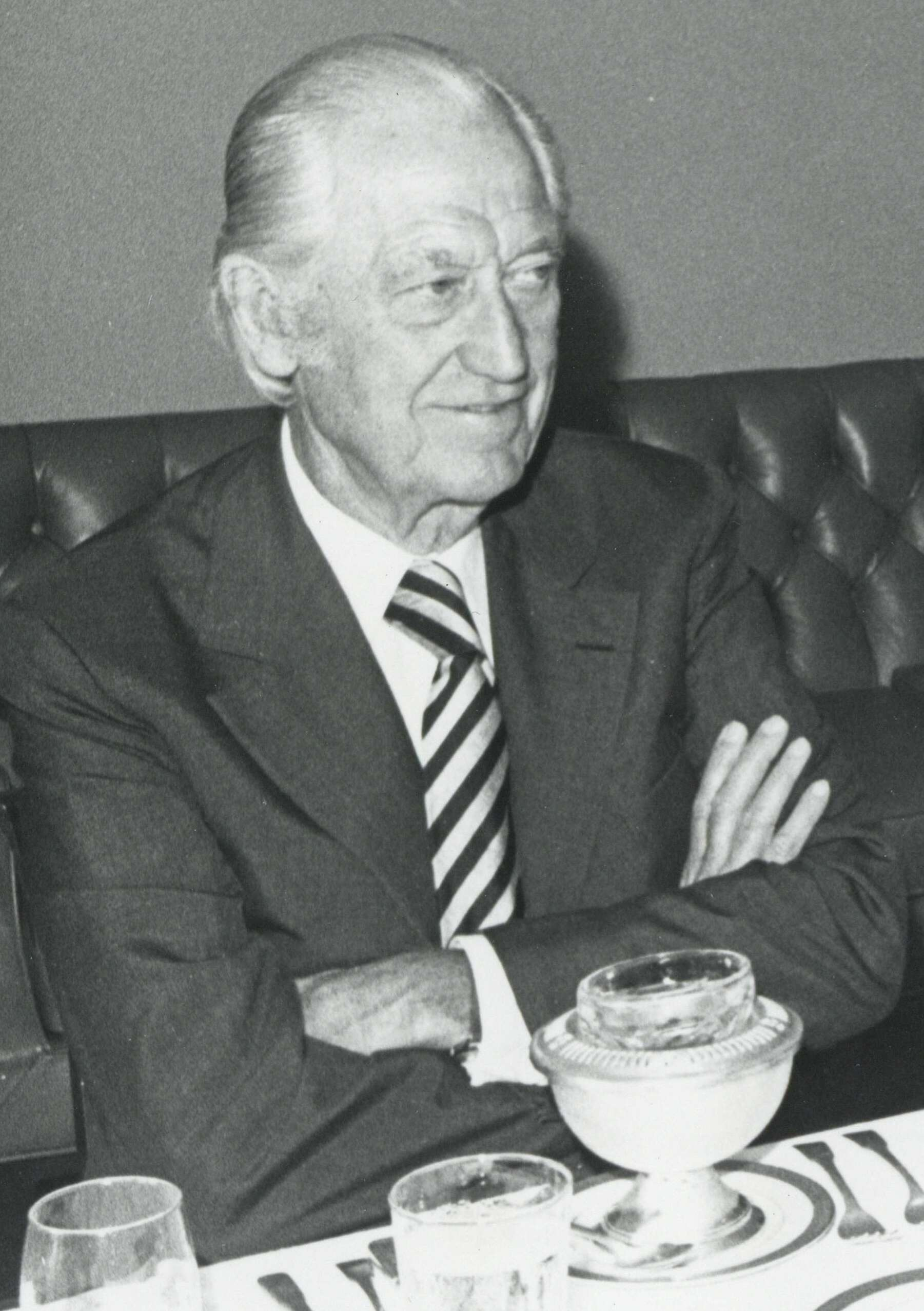
Leslie Arends w 1973 roku, na półtora roku przed przejściem na emeryturę

W Stanach Zjednoczonych symbolem tej funkcji jest republikański kongresman Leslie Arends, który piastował stanowisko whipa przez ponad trzy dekady w latach 1943–1974. Jako stoicki pragmatyk i współtwórca Koalicji Konserwatywnej, sojuszu Republikanów i południowych Demokratów, który de facto kontrolował amerykańską politykę wewnętrzną między 1937, a 1964 rokiem, był jednym z najbardziej wpływowych polityków swoich czasów.

## W Wielkiej Brytanii
Funkcja ta wywodzi się z systemu Westminsterskiego i tradycja whipa pozostaje wciąż jak najbardziej żywa w Zjednoczonym Królestwie. Partia rządząca mianuje zwykle od kilku do kilkunastu whipów w każdej z izb parlamentu. W kadencji 2024–2029 jest to łącznie 26 osób – 16 w Izbie Gmin i 10 w Izbie Lordów. Spośród nich wyłaniany jest również chief whip (ang. naczelny, główny whip), który zarządza działaniami całej tej grupy, a ponadto jest również członkiem Gabinetu, tradycyjnie piastując dodatkowo symboliczne stanowisko Sekretarza Skarbu (realną decyzyjność w kwestiach budżetu państwa ma w Wielkiej Brytanii Kanclerz Skarbu).
Decyzje dotyczące głosowań są zwyczajowo wysyłane w formie pisemnej. W Pałacu Westminsterskim whip może standardowo wystosować trzy rodzaje wytycznych dla członków swojej partii:
- single-line whip (jednokrotnie podkreślony whip) – dotyczy mniej istotnych spraw, przybiera raczej formę przypomnienia czasu głosowania, tego rodzaju wezwanie nie jest wiążące;
- two-line lub double-line whip (dwukrotnie podkreślony whip) – zawiera polecenie obecności i oddania głosu, częściowo wiążące do głosowania zgodnie z linią partii, obecność obowiązkowa w przypadku braku specjalnego pozwolenia whipa na niepojawienie się na sali;
- triple-line whip (trzykrotnie podkreślony whip) – zdecydowane i zobowiązujące wezwanie do bezwzględnego stawienia się na sali obrad oraz oddania głosu zgodnego z linią partii. Zlekceważenie wiąże się z poważnymi konsekwencjami, a nawet z usunięciem z szeregów partii. Stosowane w przypadku najważniejszych ustaw i najbardziej istotnych wniosków.

## W Stanach Zjednoczonych
Pozycja whipa jest standardem na każdym szczeblu amerykańskiej administracji publicznej, zarówno w rządzie federalnym, jak i w legislaturach stanowych, gdzie jedyny wyjątek stanowi Nebraska. W przypadku Senatu osoba na tym stanowisku jest druga rangą w kierownictwie partii w tej izbie, natomiast w Izbie Reprezentantów druga lub trzecia, w zależności od tego, czy dane ugrupowanie posiada większość.
Wpływy osoby na tej pozycji są jednak znacząco mniejsze niż w systemie brytyjskim. Wynika to głównie z faktu, iż w amerykańskim systemie dwupartyjnym nie funkcjonuje procedura wydalenia z partii. Ponadto, bardziej indywidualny sposób zbierania funduszy i tym samym finansowania kampanii wyborczych pozbawia kierownictwo kolejnego środka nacisku. Głęboko zakorzeniona tradycja lobbingowa również przesuwa decyzyjność w kierunku pojedynczych kongresmanów. Dodatkowo w Stanach Zjednoczonych członkowie Kongresu nie mogą obejmować stanowisk w egzekutywie, co zabiera z ręki whipa kolejną kartę przetargową.

## W kulturze
W 1989 roku ukazała się pierwsza część trylogii książek autorstwa Michaela Dobbsa pt. House of Cards (ang. Domek z kart), opowiadającej historię Francisa Urquharta, chief whipa brytyjskiej Partii Konserwatywnej, oraz jego drogi do stanowiska premiera Wielkiej Brytanii. W dążeniu do celu bohater ten nie powstrzymuje się przed niczym, włącznie z morderstwem, pokazując maniakalną, socjopatyczną żądzę władzy.
Książka doczekała się ekranizacji w wykonaniu BBC, które w latach 1990–1995 emitowało czteroodcinkowy miniserial o tym samym tytule. W 2013 roku premierę miała amerykańska adaptacja historii, również zatytułowana House of Cards, z Kevinem Spaceyem i Robin Wright w rolach głównych. W tej wersji widzowie mogą śledzić drogę Franka Underwooda, który zaczynając od pozycji whipa Partii Demokratycznej w Izbie Reprezentantów, dąży do objęcia urzędu prezydenta Stanów Zjednoczonych. Nazwisko głównego bohatera jest jednocześnie nawiązaniem do inicjałów brytyjskiego pierwowzoru, jak i do Oscara Underwooda, pierwszego whipa Partii Demokratycznej w historii.
Utwór The Police pt. "Demolition Man" zawiera nawiązanie do tej funkcji: "I'm a three-line whip, I'm the sort of thing they ban."
W 13. odcinku szóstego sezonu sitcomu Kroniki Seinfelda Kramer wyjaśnia pochodzenie terminu, który jego zdaniem wywodzi się z praktyki faktycznego biczowania członków partii w celu zapewnienia ich lojalności.